# ピアノ協奏曲第1番 (ウェーバー)
ピアノ協奏曲第1番 ハ長調 作品11は、カール・マリア・フォン・ウェーバーが1810年に作曲したピアノ協奏曲である。まず第2楽章、第3楽章だけが先に作曲され、5月26日に初演された。第1楽章は8月にダルムシュタットで作曲された。完成したのは10月4日である。
全曲の初演は1810年11月19日、マンハイムにおいて作曲者自身の独奏によって行われた。
第1楽章は古典的な協奏ソナタ形式をとる。なお、両端楽章のカデンツァは作り付けとなっており、「カデンツァ」の表記すらない。

## 編成
独奏ピアノ、フルート2、オーボエ2、ファゴット2、ホルン2、トランペット2、ティンパニ、弦五部

## 構成
3楽章からなる。演奏時間は約20分。
- 第1楽章　アレグロ　ハ長調　4分の4拍子 ソナタ形式
- 第2楽章　アダージョ 変イ長調　4分の4拍子　三部形式
- 第3楽章 プレスト ハ長調 4分の3拍子